# تشارلز روي هندرسون
تشارلز روي هندرسون (بالإنجليزية: Charles Roy Henderson)‏ هو إحصائي وعالم وراثة أمريكي، ولد في 1 أبريل 1911 في كوين في الولايات المتحدة، وتوفي في 14 مارس 1989 في أوربانا في الولايات المتحدة بسبب انصمام رئوي.